# Kohistan (district)
Kohistan est un district de la province de Badakhshan en Afghanistan. Sa population est estimée à 12 000 habitants.